# El viaje fantástico de Simbad
El viaje fantástico de Simbad, también se le conoce como El viaje maravilloso de Simbad otra verdadera traducción podría ser El viaje dorado de Simbad aunque esta otra traducción suele ser opcional (The Golden Voyage of Sinbad) es una película britanoestadounidense dirigida por Gordon Hessler y estrenada por primera vez en diciembre de 1973 en el Reino Unido. Su banda sonora fue compuesta por Miklós Rózsa y sus efectos visuales en stop motion effects son obra de Ray Harryhausen. La película es la segunda de las tres que el maestro Harryhausen hizo para Columbia, las otras fueron Simbad y la princesa (1958) y Simbad y el ojo del tigre (1977).
El viaje fantástico de Simbad ganó un Premio Saturn a la mejor película fantástica.

## Argumento
Simbad y su tripulación interceptan una criatura voladora que porta un mapa de oro. Koura, creador del homunculus y adepto a la magia negra, quiere recuperar el mapa y se lanza a la persecución de Simbad. Entretanto, Simbad se ha encontrado con el Visir que tiene la otra parte del mapa de oro, y juntos deciden organizar una expedición a través de los mares para resolver el enigma del mapa. Les acompaña una esclava (Caroline Munro) que tiene un ojo tatuado en la palma de una mano. Durante el periplo, se cruzan con animales extraños, tormentas, y su camino está sembrado de trampas dejadas por Koura.

## Reparto
- John Phillip Law: Simbad
- Caroline Munro: Margiana
- Tom Baker: Koura el mágico
- Douglas Wilmer: el Vizir
- Martin Shaw: Rachid
- Grégoire Aslan: Hakim
- Kurt Christian: Haroun
- Takis Emmanuel: Ahmed
- John D. Garfield: Abdul
- Aldo Sambrell: Omar
- Robert Shaw: El Oráculo de todos los conocimientos (No sale en los créditos)

## Producción y rodaje
Los productores Charles Schneer y Ray Harryhausen decidieron rodar en España (en Madrid y en la isla de Mallorca). Al no poder rodar en la Alhambra, como era su propósito inicial, trasladaron el rodaje al Pueblo Español de Palma, donde hay una réplica del Patio de los Leones de la Alhambra.
Durante la producción, Harryhausen tenía en mente otro proyecto titulado King of the Geniis, que mezclaba a Simbad con dinosaurios, pero los malos resultados en taquilla de The Valley of Gwangi lo malograron. 
Al principio el centauro iba a luchar contra una especie de hombre de Neandertal gigante, pero se decidió sustituirlo por un grifo. La idea del neandertal fue usada después en Simbad y el ojo del tigre (1977).
Fernando Poggi, experto en lucha con espadas, asesoró en las secuencias de peleas e instruyó a los actores.